# Malinke

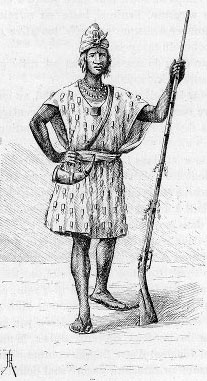
Illustratie van een Malinke-strijder (1890)

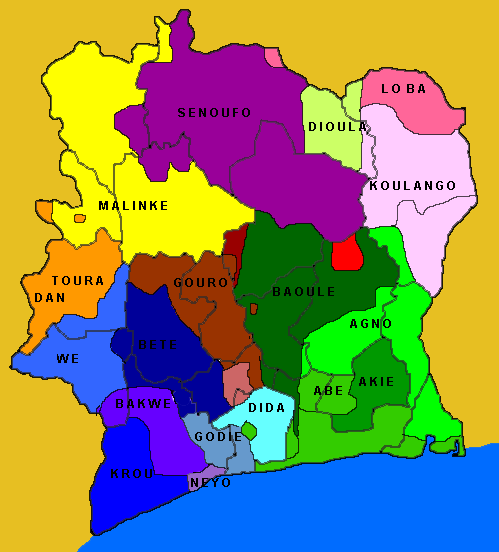
Kaart met de belangrijkste volkeren in Ivoorkust (Malinke in het geel)

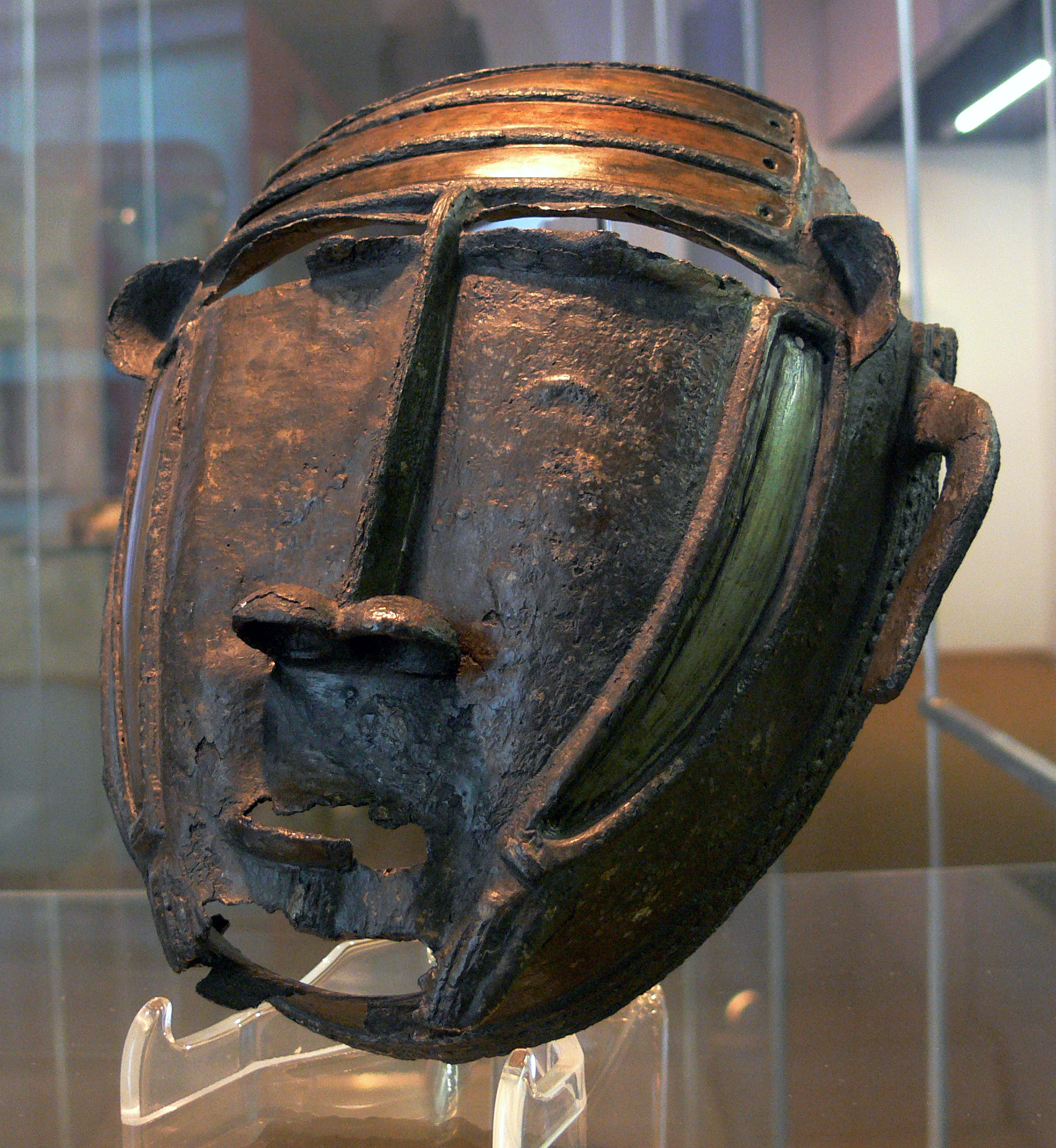
Masker

De Malinke (ook Malinké, Mandingue of Madinka genoemd) zijn een Mandinke-volk in Afrika.

## Geschiedenis
Volgens mondelinge overlevering stammen de Malinke af van de Wankara die rond 2760 v.Chr. het gebied binnentrokken.
De Malinke worden in Europa vooral ook door de bloei van hun grote Koninkrijk Mali rond de dertiende tot vijftiende eeuw bekend, waarvan de rijkdom en weelde legendarisch was en door Arabische reizigers doorverteld werd. In 1324 reisde de toenmalige koning van Mali, Mansa Moussa, van Mali naar Mekka via Caïro. Hij schonk daarbij zoveel goud, dat volgens toenmalige bronnen de goudkoers twaalf jaar lang halveerde.
Het koninkrijk van Mali, met een oppervlakte van ca. 1 miljoen km², had talrijke ministeries met verreikende ontwikkelingsplannen. Mansa Moussa liet zijn landbouwminister op proefvelden experimenten voor verbeterde rijstrassen uitvoeren. Hij haalde Noord-Afrikaanse architecten in zijn land om de lokale architectuur te verbeteren, waaruit als mengcultuur de zogenaamde Soedanese architectuur ontstond. Voorbeeld hiervan is de Grote moskee van Djenné in Mali, het grootste leembouwwerk ter wereld.

## Cultuur en verspreiding
Traditioneel zijn Malinké zelfvoorziende boeren, die kleine gewassen als pinda's en gierst in de Sahel regio verbouwen. Het volk is verspreid over West-Afrika, onder meer in Guinee, Mali, Ivoorkust, Senegal, Gambia, Sierra Leone, Burkina Faso, Guinee-Bissau, Liberia en Ghana. Ze vormen in bovenstaande landen niet de meerderheid. In Gambia representeren ze ongeveer 39% van de landsbevolking, in Guinee 32% en in Guinea-Bissau 14%.
Hun taal, in verschillende varianten Malinke, Maninka, Manenka etc. genoemd, is een van de hoofdvarianten van het Mandenkan (naast het Bambara) en hoort daarmee tot de groep van de Mandétalen.
De Malinké zijn over het algemeen moslims, terwijl vroeger pantheïstische geloven werden beleden.